# Hans Geul
Henri Hugo (Hans) Geul (Blora – Nederlands-Indië, 12 mei 1916 – Overveen, 1 oktober 1943) was een Nederlandse sprinter, die in de tweede helft van de jaren dertig van de twintigste eeuw tot zijn beste prestaties kwam. In de Tweede Wereldoorlog wierp hij zich op als verzetsstrijder. Hij werd echter door de Duitsers opgepakt en ter dood veroordeeld. Op 1 oktober 1943 werd Hans Geul in Overveen gefusilleerd.

## Levensloop
Geul maakte deel uit van de Nederlandse delegatie, die werd uitgezonden naar de Olympische Spelen van 1936 in Berlijn. Hij was meegenomen als reserve voor de 4 x 100 m estafetteploeg. In de basisopstelling van deze ploeg stonden echter wereldtoppers als Chris Berger, Tinus Osendarp en Wil van Beveren opgesteld en Hans Geul kreeg in Berlijn geen kans om in actie te komen. De Nederlandse ploeg zou uiteindelijk in de finale, op weg naar een vrijwel zekere derde plaats, het estafettestokje verliezen en daardoor worden gediskwalificeerd.
De in Den Haag woonachtige Hans Geul, die lid was van de plaatselijke atletiekvereniging Vlug & Lenig, studeerde in Amsterdam aan de academie voor lichamelijke opvoeding voor leraar LO. Na het afronden van deze studie was hij in de eerste oorlogsjaren trainer bij het Amsterdamse AV'23.
Bij een poging om naar Engeland te vluchten, werd hij opgepakt. Geul wist echter te ontsnappen en dook onder bij zijn vriend Marten Klasema en diens vrouw. Opvallend detail is dat Geul en Klasema op dezelfde dag jarig waren, reden waarom Klasema hem wel 'mijn tweelingbroer' noemde. Korte tijd later sloot Hans Geul zich aan bij een liquidatiegroep, genaamd CS-6.
Op 22 juli 1943 kreeg deze groep opdracht om de Amsterdamse tandarts H.E.B. de Jonge Cohen, die adressen van Joodse klanten aan de Sipo doorgaf uit de weg te ruimen. De groep had in die maand al eerder enkele aanslagen gepleegd, onder andere op de Duitsgezinde Nederlandse generaal buiten dienst Seyffardt. De aanslag lukte, maar op de terugweg werd Geul tezamen met medepleger Sape Kuiper opgepakt. Na door de SD tijdens de verhoren zwaar te zijn mishandeld, werd Hans Geul op 30 september 1943 ter dood veroordeeld, waarna hij de volgende dag tezamen met negentien anderen werd doodgeschoten.
Hans Geul ligt begraven op de Erebegraafplaats in Bloemendaal, vaknr. 33.

## Persoonlijk record
| Onderdeel | Prestatie | Jaar |
| --------- | --------- | ---- |
| 100 m     | 10,8 s *  | 1936 |

 *In 1941 werd zelfs een tijd van 10,5 s geklokt, maar met te veel rugwind.